# Sylvain Burstein
Pour les articles homonymes, voir Burstein.
Sylvain Burstein, aussi appelé Michael Inbar, né le 10 octobre 1931 à Paris, est un joueur d'échecs français, médaillé d'or à l'Olympiade d'échecs de 1954.

## Biographie et carrière
Sylvain Charles Burstein naît en 1931 à Paris,. En 1936, il vit avec ses parents fleuristes — Élie Burstein, né en Palestine, et son épouse Malka, née en Pologne — au 54-56 avenue de la République. 
En 1951, Sylvain Burstein représente la France au premier championnat du monde d'échecs junior (moins de vingt ans) disputé en Angleterre à Coventry et Birmingham. Il partage la 7e place parmi dix-huit participants avec 6 points sur 11, annulant sa partie contre le champion du monde junior Borislav Ivkov, contre le deuxième et battant le troisième du championnat.
En 1952, il finit deuxième du championnat de Paris d'échecs et quatrième ex æquo du championnat de France. Alors soldat, il obtient une permission exceptionnelle pour participer à un tournoi international en Italie, à Salsomaggiore Terme : il termine 7e sur 16 (victoire de l'Allemand Theo Schuster).
En 1954, il est sélectionné pour représenter la France à l'Olympiade d'Amsterdam où il marque 8,5 points sur 11 et remporte la médaille d'or comme meilleur « deuxième échiquier de réserve » (deuxième remplaçant) de l'olympiade.
La même année, il est sélectionné pour représenter la France au tournoi zonal de Munich en 1954. Il marque 7,5 points sur 19 avec quatre victoires, huit défaites et sept parties nulles.
Il finit troisième du Championnat de France d'échecs 1955. L'année suivante, il participe à l'Olympiade d'échecs de 1956 à Moscou et marque 7 points sur 13 au troisième échiquier. La France finit à la même place qu'en 1954 : 21e.
Il dispute un dernier tournoi en Israël en 1958. En 1961, un journal israélien indique qu'il a repris les échecs sous le nom de Michael Inbar,. On perd ensuite sa trace.